# 東温市立重信中学校
東温市立重信中学校（とうおんしりつしげのぶちゅうがっこう）は、愛媛県東温市（旧 温泉郡重信町）に位置する中学校である。
全校児童数は約600人であり、東温市内最大規模の中学校である。教員数約40人。

## 生徒会活動について
重信中学校の生徒会の総称は「銀嶺会（ぎんれいかい）」であり、本部役員7人と全校児童により構成される。本部役員は毎年一学期中に行われる銀嶺会本部役員選挙により選出される。
本部役員の仕事は会長（一名）・副会長（二名）・会計（二名）・書記（二名）
本部役員の仕事は「学校を明るくすること」であり、前期・後期に分かれ目標を設定している。また、昼休みや朝などに全校で楽しむことのできる遊びを企画・運営している。

## 事件
2017年の秋ごろに本校に所属していた、中学一年生が自殺するという事件が起きた。なお、一説によると保護者による精神的苦痛を生徒が味わったことによる自殺との見解がある。東温市教育委員会は、｢いじめの報告はない｣と言った声明を出している。その後、翌2018年に愛媛県教育委員会により「いじめと自殺には因果関係は確認されなかった｣とする第三者委員会の報告書が発表された。

## 文化祭
重信中学校では毎年文化の日周辺の土曜日に文化祭が行われており、演劇部・吹奏楽部によるステージ発表、合唱コンクール、有志による有志発表が行われている。

## 体育祭
体育祭では朱雀・青龍・白虎の3ブロック（かつて児童数が多い時には紫龍もあった）で応援合戦の他、クラス対抗や個人種目など様々な種目で点数を競う。

## 卒業式
本校の卒業式は愛媛県立高校入試の合格発表日の一日前が多い。最後に三年生による記念合唱が行われる。

## 主な出身校
東温市立北吉井小学校・東温市立拝志小学校・東温市立南吉井小学校・東温市立上林小学校

## 校歌
昭和26年3月23日に制定された。　作詞は仲田庸幸、作曲は望月敬明である。

## 部活動
部活動は21種類の部活動で構成されている。文化部6種類、運動部15種類である。

### 運動部
軟式野球部
男子ソフトボール部
女子ソフトボール部
サッカー部
陸上競技部
男子ソフトテニス部
女子ソフトテニス部
水泳部
男子バレーボール部
女子バレーボール部
男子バスケットボール部
女子バスケットボール部
男子卓球部
女子卓球部
剣道部

### 文化部
吹奏楽部
美術部
情報処理部
読書文芸部
茶道部
演劇部

## その他
本校の運動場はドクターヘリが着陸できるようになっている。
生徒手帳という入学時に生徒全員に配られる手帳型のものに学校の校則などが書いてある。
学校にはタブレットが保管されており、家庭に持ち帰り使用することも可能である。
学校から半径2km圏外の通学生のみ、自転車許可が発令される。
学校の評価もそれなりに良い。